# Fontaine-lès-Cappy
 Fontaine-lès-Cappy  es una población y comuna francesa, en la región de Picardía, departamento de Somme, en el distrito de Péronne y cantón de Chaulnes.

## Demografía
| 106 | 97 | 76 | 82 | 69 | 53 |
| Para los censos de 1962 a 1999 la población legal corresponde a la población sin duplicidades (Fuente: INSEE [Consultar]) |    |    |    |    |    |